# Ancien centre de tri postal Charleroi X
L' ancien centre de tri postal Charleroi X était un centre de tri postal situé à Charleroi (Belgique) près de la gare Charleroi-Sud. Il a été construit au début des années 1990 par le bureau de l'architecte Jean-Pierre Reynders pour la Régie des postes et son activité a déménagé sur le nouveau site de Martinrou à Fleurus en 2005.
À partir de 2019, il abrite le pôle digital et industriel A6k-E6k.

## Histoire

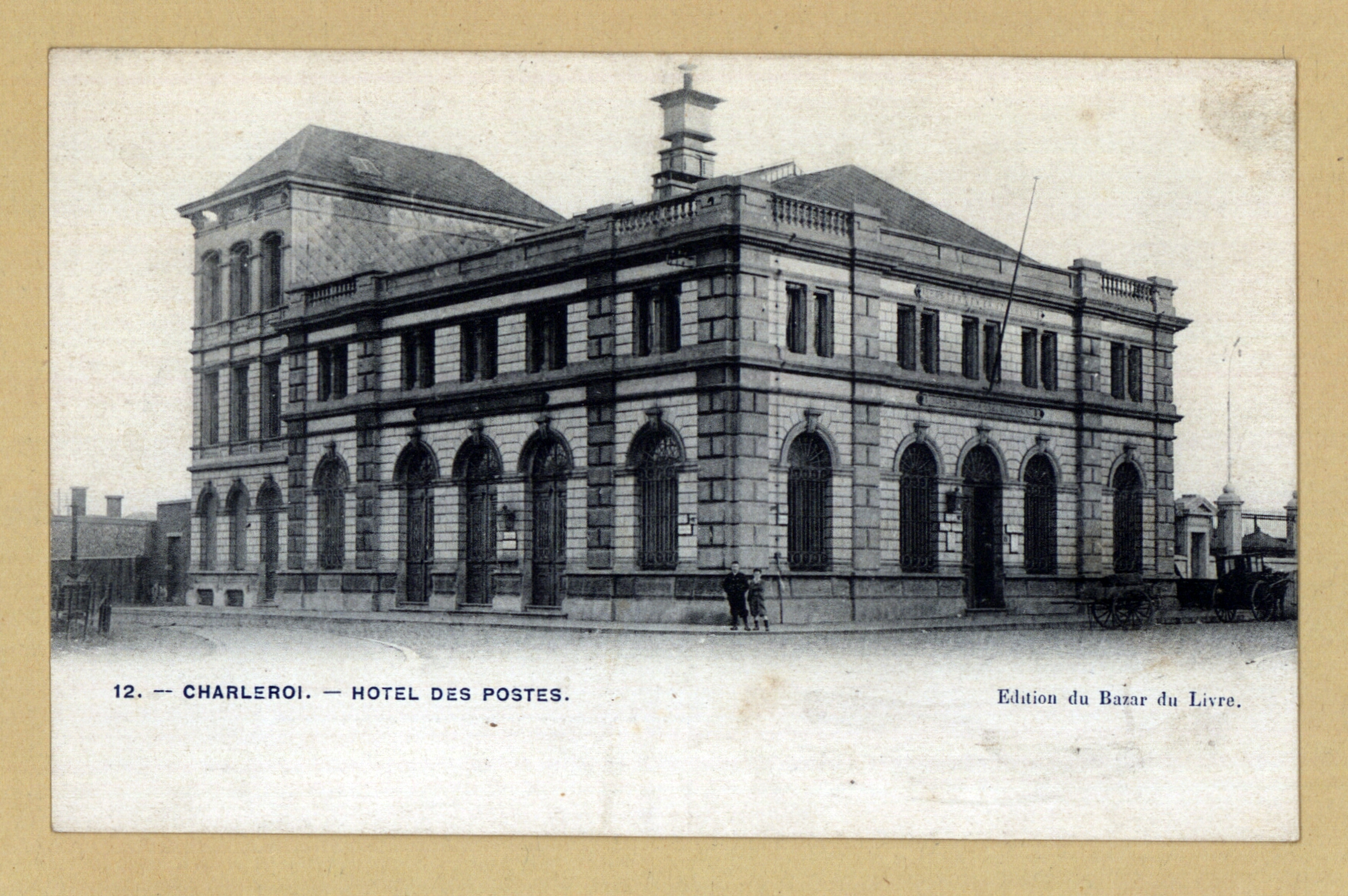
Ancien bâtiment de la grand-poste.

En 1905, le premier bureau de poste a été inauguré à côté de la gare pour être démoli à la fin des années 1980.
Le bâtiment actuel est construit sur le site occupé par l'ancien bâtiment postal, le parking voyageurs de la SNCB et le centre routier. Afin de préparer le site, le centre de tri a dû être temporairement déplacé dans les anciens bâtiments de "Conforama" et le trajet du métro modifié,.
La première pierre du nouveau complexe a été posée le 17 novembre 1988 par le Premier ministre Wilfred Martens et il a été mise en service à la fin de 1995. Le nouveau centre postal abritait 500 agents avec une prévision de 2.100.000 envois journaliers.
Après une dizaine d'années de fonctionnement, le centre a connu un certain nombre de problèmes. Les plusieurs cas d'intoxication au CO parmi les employés, les infiltrations d'eau du toit et le divorce entre les services postaux et la SNCB. Ces facteurs d'ampleur variable ont amené Bpost à se délocaliser dans le nouveau site de Fleurus.
En 2019, en profitant de sa proximité avec la gare, ce bâtiment devient le catalyseur de la stratégie du plan CATCH pour le développement de l'emploi à Charleroi. L'espace est repensé et consacré en un centre de formation spécialisé divisé en deux pôles synergiques, entre ateliers et formation numérique : A6K et E6K,. Le centre a été visité le 7 février 2020 par le Ministre-Président wallon Elio Di Rupo.

## Architecture
Le concept développé par le cabinet d'architecture est celui d'un bâtiment-outil, rationnel et identifiable. Le programme architecturale développé est structuré entre l'administration et la "machine". Au rez-de-chaussée, le salle de triage d'un hectare est développé, complètement dégagée à l'exception de 4 colonnes. Pour permettre ce développement, la structure porteuse est rendue visible et s'exprime par le rythme des façades nord et sud. Sur la façade nord, vers la Sambre, une coursive extérieure couverte par le toit est aménagée pour permettre l'évacuation en cas d'incendie. Cette ouverture vers la Sambre et la ville a été conçue pour offrir une vue mais en même temps pour montrer discrètement un élément dynamique la nuit. Les zones techniques sont disposées à l'est et à l'ouest. La partie publique et administrative est développée avec une architecture plus classique, vers la place des Martyrs partagée avec l'entrée de la gare. Le restaurant et la cafétéria sont orientés vers cet espace. La matérialité du bâtiment est rendue par l'utilisation d'un revêtement en pierre sur les façades et son dimensionnement pour développer le ton et le relief. La façade est, plus technique, est habillée d'un mur rideaux abritant les grilles de ventilation et les canalisations de fluides. 

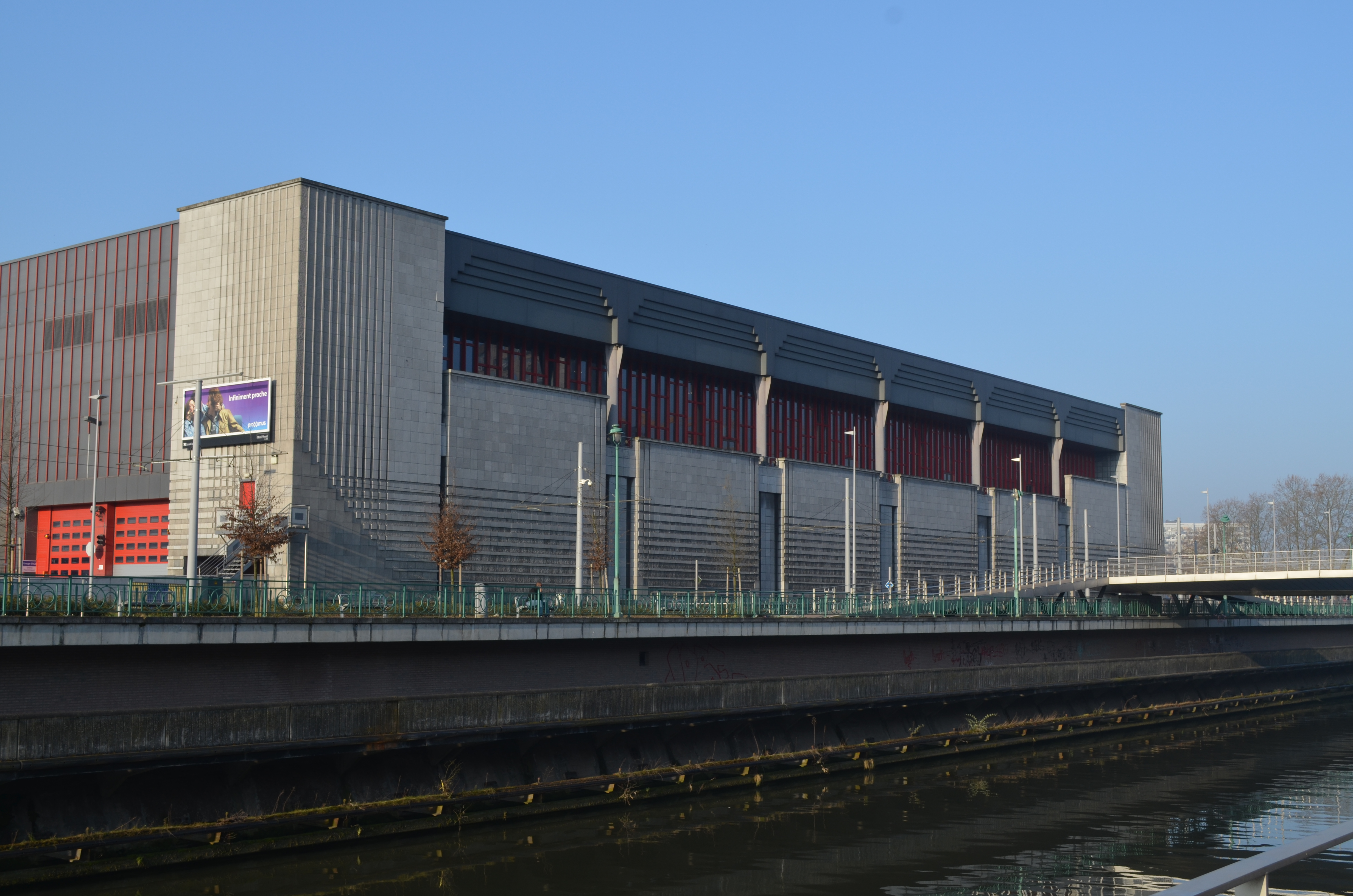
La façade nord vers la Sambre.
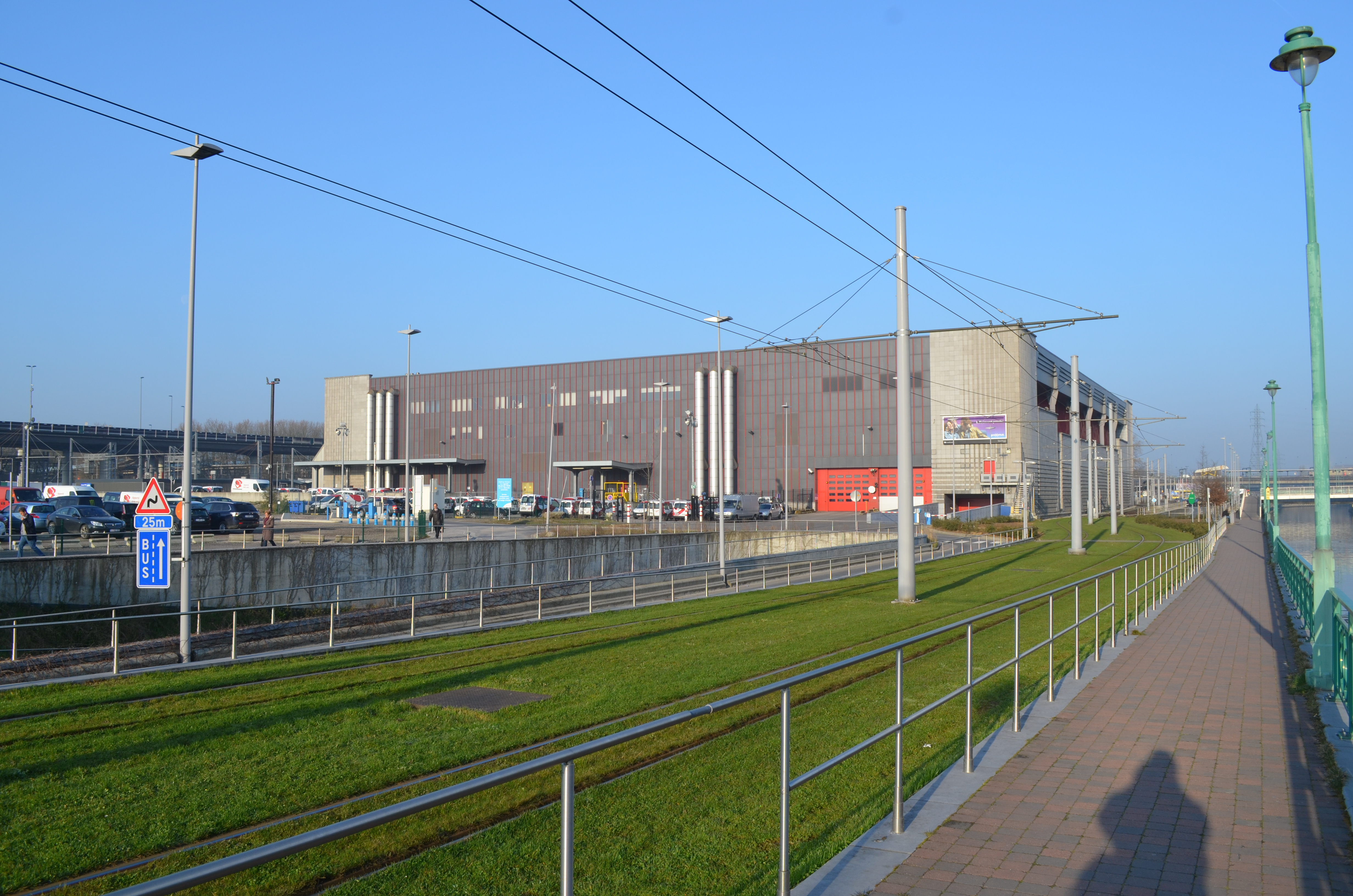
Vue de la façade est.